# Adrián Villar Rojas

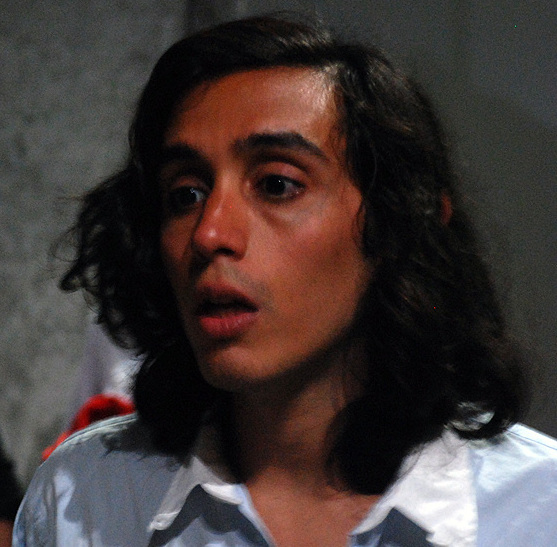
Adrian Violat Rojas

Adrián Villar Rojas (n. 1980, Rosario, Provincia Santa Fe, Argentina) este un sculptor argentinian.

## Biografie
Villar a studiat din 1998 până în 2002 la Escuela de Bellas Artes de Rosario, în orașul său natal, Rosario. În anul 2005 a terminat la Clinica de Artes Visuales  din Buenos Aires. În anul 2009 s-a prezentat la Bienal del Fin del Mundo din Ushuaia, Patagonia argentiniană, cu sculptura sa Mi familia muerta (Familia mea moartă).

## Premii și distincții
- 2011: Residence la Villa Raffet pentru SAM Art Projets, Paris.
- 2013: Zurich Art Prize

## Expoziții
- 2004: Incendio, Buenos Aires.
- 2006: Un mar, Buenos Aires.
- 2011: A-54 a Biennale di Venezia, Veneția.
- 2012: dOCUMENTA (13), Kassel.
- 2013: Films before the revolution, Haus Konstruktiv, Zürich.
- 2013: Today We Reboot the Planet, Serpentine Gallery, London.
- 2015: Adrián Villar Rojas, Moderna Museet, Stockholm.

## Arta în spații publice
- 2010: Mi abuelo muerto. Akademie der Künste,  (Berlin)
- 2011: Mi abuelo muerto. CCA Wattis Institute for Contemporary Arts, San Francisco, California, USA.
- 2014: The Evolution of God. High Line, Manhattan,  New York City, USA.

## Film
- 2015: Line Art – Adrián Villar Rojas de Heinz Peter Schwerfel.